# Ґоцаново
Ґоцаново (пол. Gocanowo) — село в Польщі, у гміні Крушвиця Іновроцлавського повіту Куявсько-Поморського воєводства.
Населення — 251 особа (2011).
У 1975-1998 роках село належало до Бидгощського воєводства.

## Демографія
Демографічна структура станом на 31 березня 2011 року:
|          | Загалом | Допрацездатний вік | Працездатний вік | Постпрацездатний вік |
| -------- | ------- | ------------------ | ---------------- | -------------------- |
| Чоловіки | 132     | 27                 | 90               | 15                   |
| Жінки    | 119     | 27                 | 59               | 33                   |
| Разом    | 251     | 54                 | 149              | 48                   |